# Robert MacPherson
Robert Duncan MacPherson (Lakewood, 25 de maio de 1944) é um matemático estadunidense.
Trabalha no Instituto de Estudos Avançados de Princeton e na Universidade de Princeton.
Em 1992 MacPherson recebeu o Prêmio de Matemática NAS. Em 2002 recebeu juntamente com Mark Goresky o Prêmio Leroy P. Steele, e em 2009 o Prêmio Heinz Hopf.
Foi palestrante convidado do Congresso Internacional de Matemáticos em Varsóvia (1983: Global Questions in the Topology of Singular Spaces). É fellow da American Mathematical Society.

## Publicações selecionadas
- Goresky, Mark; MacPherson, Robert, La dualité de Poincaré pour les espaces singuliers, C. R. Acad. Sci. Paris Sér. A-B 284 (1977), no. 24, A1549–A1551.  MR0440533
- Goresky, Mark; MacPherson, Robert,  Intersection homology theory, Topology 19 (1980), no. 2, 135–162. doi:10.1016/0040-9383(80)90003-8 MR0572580
- Goresky, Mark; MacPherson, Robert, Intersection homology. II, Inventiones Mathematicae 72 (1983), no. 1, 77–129. doi:10.1007/BF01389130 MR0696691